# Spellemannprisen 1982
Der Spellemannpris 1982 war die elfte Ausgabe des norwegischen Musikpreises Spellemannprisen. Die Nominierungen berücksichtigten Veröffentlichungen des Musikjahres 1982. Die Preisverleihung fand am 15. Januar 1983 im Osloer Chateau Neuf statt. Die Veranstaltung wurde vom Norsk rikskringkasting NRK im Fernsehen sowie im Radio übertragen. Als Moderatorin war Åse Kleveland im Einsatz. Den Ehrenpreis („Hedersprisen“) erhielt Åge Aleksandersen.

## Gewinner
| Kategorie                                       | Gewinner              | Werk                          |
| ----------------------------------------------- | --------------------- | ----------------------------- |
| Diplom                                          | Jan Erik Kongshaug    | –                             |
| Juryens hederspris (Ehrenpreis der Jury)        | Åge Aleksandersen     | –                             |
| Plateprodusentprisen (Plattenproduzentpreis)    | Erik Hillestad        | –                             |
| Åpen Klasse (Offene Klasse)                     | Oppsal Skoles Pikekor | Oppsal Skoles Pikekor         |
| Årets Barneplate (Kinderplatte des Jahres)      | Thorbjørn Egner       | De beste Egner-viser          |
| Årets Folkemusikk (Volksmusik des Jahres)       | Sondre Bratland       | Pilegrimens sangbok           |
| Årets Jazz (Jazz des Jahres)                    | Knut Riisnæs Quartet  | Flukt                         |
| Årets Pop (Pop des Jahres)                      | Olav Stedje           | Tredje Stedje                 |
| Årets Rock (Rock des Jahres)                    | Stavangerensemblet    | På bommen                     |
| Årets seriøse plate (Seriöse Platte des Jahres) | Eva Knardahl          | Norwegian Music for the Piano |
| Årets Vise (Weisen des Jahres)                  | Lillebjørn Nilsen     | Original Nilsen               |

## Nominierte
Åpen Klasse
- verschiedene Künstler: Dans med oss gud
- Gisle Straume: Arne Garborg i alvor og skjemt
- Oppsal Skoles Pikekor: Oppsal Skoles Pikekor

Årets Barneplate
- Kjersti Knudsen: Putte og vennene hans
- Thorbjørn Egner: De beste Egner-viser
- Tramteateret: B-by-livet går sin gang

Årets Folkemusikk
- Slinkombas: …og bas igjen
- Sondre Bratland: Pilegrimens sangbok
- Ånon Egeland, Per Midtstigen: Norske strøk

Årets Jazz
- Cutting Edge: Cutting edge
- Knut Riisnæs Quartet: Flukt
- Radka Toneff, Steve Dobrogosz: Fairytails

Årets Pop
- Dollie: Rampelys
- Drama: Breaking away
- Olav Stedje: Tredje Stedje

Årets Rock
- Lava: Prime Time
- Program 82: Pictures
- Stavangerensemblet: På bommen

Årets Seriøse Plate
- Eva Knardahl: Norwegian Music for the Piano
- Filharmoniske: Finn Mortensen, symfoni, Op. 5
- Oslo Trio: Shostatovich

Årets Vise
- Jan Eggum: Alarmen går
- Lillebjørn Nilsen: Original Nilsen
- Ole Paus: Noen der oppe